# Bert Blyleven
Bert Blyleven (Zeist, 6 de abril de 1951) é um ex-jogador profissional de beisebol norte-americano.

## Carreira
Bert Blyleven foi campeão da World Series 1987 jogando pelo Minnesota Twins. Na série de partidas decisiva, sua equipe venceu o St. Louis Cardinals por 4 jogos a 3.